# Doxa (azienda)
Doxa è un istituto specializzato in sondaggi d’opinione, ricerche di mercato e analisi statistiche fondato nel 1946 da Pierpaolo Luzzatto Fegiz. Prende il nome dal termine della lingua greca antica δὀξα (dóxa) che significa "opinione". È stata la prima società di ricerche nata in Italia, tra le prime in Europa.
Dal 2019 la società appartiene al gruppo franco-americano BVA. È socio fondatore del network internazionale WIN - Worldwide Independent Network of Market Research, di cui è presidente Vilma Scarpino, CEO di Doxa.
Le ricerche statistiche si occupano di studi di scenario, analisi sulla soddisfazione e la fedeltà dei clienti fino agli studi su marchi, prodotti e comunicazione.
Con l'evoluzione tecnologica, l'istituto ha affiancato alle modalità di intervista più tradizionali (come telefono e personale) metodologie nuove come Internet.

## Storia

### La fondazione e i primi sondaggi
Doxa fu fondata a Milano il 25 gennaio 1946 su iniziativa di Pierpaolo Luzzatto Fegiz (1900-1989), docente universitario, titolare della cattedra di statistica presso l’Università di Trieste. Presidente dell’istituto era Achille Bossi, avvocato della filiale italiana della Watson-IBM. Luzzatto Fegiz, che aveva studiato le metodologie dei sondaggi di opinione durante i suoi soggiorni negli Stati Uniti, era considerato un pioniere del settore in Italia e in Europa, e nel 1947 fu nominato primo presidente della ESOMAR (European Society for Opinion and Marketing Research). Nello stesso anno, Doxa fu anche tra i primi fondatori del network Gallup, che comprendeva diversi istituti di vari Paesi.
Il primo importante sondaggio effettuato da Doxa fu condotto nell’aprile del 1946 su un campione di 6 000 persone, intervistate sul referendum che il 2 giugno di quell’anno avrebbe sancito la nascita della Repubblica italiana: pur non indicando deliberatamente una previsione vera e propria (i rispondenti potevano scegliere tra sei possibili affermazioni), il sondaggio fotografò la tendenza dell’elettorato verso l’opzione repubblicana.
Un’altra occasione importante per la notorietà dell’istituto arrivò con le prime elezioni politiche italiane dopo la caduta del fascismo, quelle del 18 aprile 1948: un sondaggio Doxa predisse piuttosto accuratamente i risultati della consultazione, con la vittoria della DC sui partiti della sinistra.
Sempre nel 1948, su richiesta dell’allora ministro del Bilancio, Luigi Einaudi, Doxa realizzò la prima indagine sul reddito nazionale, seguita da una nuova indagine nel 1950 per conto della Banca d’Italia.
Oltre ai sondaggi politici e alle ricerche istituzionali, Doxa iniziò progressivamente a dedicarsi alle indagini di mercato; dal 1947, queste ricerche furono raccolte e pubblicate nel Bollettino della Doxa.
Nel 1956 arrivò in Doxa Ennio Salamon, chiamato da Luzzatto Fegiz che era stato suo professore universitario: rimarrà alla guida dell’istituto per cinquant’anni, fino al 2006. Poco dopo, nel novembre 1957, entrò in Doxa Elio Brusati, anch’egli allievo di Luzzatto Fegiz, che diventerà direttore generale nel 1976.
Nel corso dei decenni la notorietà dell’istituto si impose sia con i sondaggi di mercato e di costume che fotografavano i cambiamenti nella società italiana, sia grazie alla notorietà garantita dalla radio e dalla televisione, le cui trasmissioni riprendevano o addirittura si basavano sui sondaggi stessi: è il caso di Hit Parade, programma musicale condotto da Lelio Luttazzi e basato sulle rilevazioni Doxa riguardanti le vendite di dischi.
In occasione delle elezioni del 1976 la RAI affidò a Doxa le prime proiezioni elettorali: il successo delle previsioni segnò l’inizio di una lunga collaborazione con la televisione pubblica.
Nel 1991 l’imprenditrice Marina Salamon, figlia di Ennio, acquisì il controllo della società tramite la propria holding Alchimia.

### Gli ultimi sviluppi e l'ingresso di BVA e Ipsos
Negli ultimi decenni l’istituto ha progressivamente lasciato il campo dei sondaggi elettorali, per focalizzarsi sulle ricerche di mercato e su un modello di business incentrato sul digitale.
Nel 2009 al Gruppo si è aggiunta Connexia, agenzia di comunicazione e di pubbliche relazioni. Negli anni successivi si sono aggiunte le società Duepuntozero, specializzata nell’analisi del mercato digitale, e DoxaPharma, specializzata in ricerche e indagini per il settore farmaceutico.
Nel 2018 Doxa ha lanciato la divisione mobility, dedicata agli studi sulle abitudini di guida degli italiani. Dal 1989 è inoltre attiva la business unit Doxa Kids, specializzata nelle ricerche di mercato con target su bambini e ragazzi. CasaDoxa è invece l’Osservatorio dedicato allo studio delle preferenze e degli ideali abitativi degli italiani, su cui produce un report annuale.
Doxa collabora inoltre con il Politecnico di Milano come partner di diversi Osservatori: Mobile b2c Strategy, Internet Media, Digital Content, Artificial Intelligence, Internet of Things (smart home), Smartworking, Innovazione Digitale in Sanità.
Nel 2019 la società è stata ceduta da Alchimia a BVA, gruppo franco-americano specializzato nell’applicazione delle scienze comportamentali, e ha assunto il nome di BVA Doxa: nell’operazione sono stati confermati lo staff di 140 persone e il management che vede Marina Salamon nel ruolo di presidente e Vilma Scarpino in quello di amministratore delegato. L’acquisizione non ha incluso l’agenzia Connexia, che è rimasta dunque nella holding Alchimia.
Sempre nel 2019 BVA Doxa ha ottenuto il Premio Innovazione Smau nella categoria “migliori partnership per marketing, customer experience e customer care” per lo sviluppo di soluzioni digitali per la gestione di panel e community di ricerca di mercato.
A giugno 2025 Ipsos completa l'acquisizione di The BVA Family: nasce in Italia Ipsos Doxa.